# Acronicta melaleuca
Acronicta melaleuca är en fjärilsart som beskrevs av Charles Oberthür. Acronicta melaleuca ingår i släktet Acronicta och familjen nattflyn. Inga underarter finns listade i Catalogue of Life.